# NGC 6217
NGC 6217 (другие обозначения — UGC 10470, MCG 13-12-8, ZWG 355.14, ARP 185, KAZ 73, IRAS16350+7818, PGC 58477) — галактика в созвездии Малая Медведица. Является спиральной галактикой с перемычкой. Находится галактика в правом рукаве созвездия Малая Медведица. Галактика имеет размеры схожие с Млечным путём, а именно чуть больше 110 тыс. световых лет.
Этот объект входит в число перечисленных в оригинальной редакции «Нового общего каталога».

## Наблюдение
Чтобы наблюдать эту галактику требуется апертура телескопа не менее 200 мм. От ζ Малой Медведицы надо идти на запад (в зависимости от времени и места в другую сторону). Потом мы увидим круг из ярких звезд. Посередине и будет галактика.
На фоне галактики была зафиксирована сверхновая SN 1983H